# Neobrachiella bispinosa
Neobrachiella bispinosa är en kräftdjursart som först beskrevs av Von Nordmann 1832.  Neobrachiella bispinosa ingår i släktet Neobrachiella och familjen Lernaeopodidae. Arten är reproducerande i Sverige. Inga underarter finns listade i Catalogue of Life.